# Eyrarvatn
Eyrarvatn är en sjö på Island. Dess yta är 0,8 km2.